# Bembrops platyrhynchus
Bembrops platyrhynchus är en fiskart som först beskrevs av Alcock, 1894.  Bembrops platyrhynchus ingår i släktet Bembrops och familjen Percophidae. Inga underarter finns listade.

## Bildgalleri

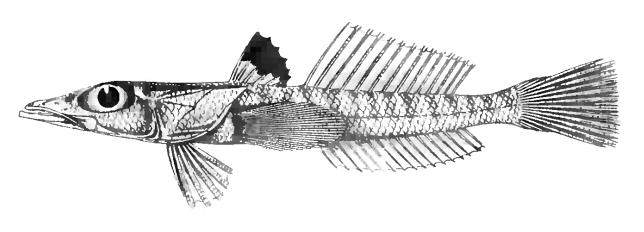